# Coso (Zamora)
Coso (en senabrés Cousu) es una localidad del municipio de San Justo, comarca de Sanabria, en la provincia de Zamora (España).

## Geografía
Es un pueblo de la provincia de Zamora situado en la falda de la sierra de la Cabrera, en los montes de León.

## Historia
Durante la Edad Media, Coso quedó integrado en el Reino de León, cuyos monarcas habrían acometido la repoblación de la localidad dentro del proceso repoblador llevado a cabo en Sanabria. Tras la independencia de Portugal del reino leonés en 1143 habría sufrido por su situación geográfica los conflictos entre los reinos leonés y portugués por el control de la frontera, quedando estabilizada la situación a inicios del siglo XIII.
Posteriormente, en la Edad Moderna, Coso fue una de las localidades que se integraron en la provincia de las Tierras del Conde de Benavente y dentro de esta en la receptoría de Sanabria. No obstante, al reestructurarse las provincias y crearse las actuales en 1833, Coso, aún como municipio independiente, pasó a formar parte de la provincia de Zamora, dentro de la Región Leonesa, quedando integrado en 1834 en el partido judicial de Puebla de Sanabria. En torno a 1850, el antiguo municipio de Coso se integró en el de San Justo.

## Demografía
El número de habitantes ha ido descendiendo en la localidad de modo paulatino desde la mitad del siglo XX, llegando a los 15 censados en 2024 por el INE.

## Sociedad
La suerte del pueblo es muy similar a la de los otros pueblos sanabreses, que vivían de la agricultura y la ganadería.

## Turismo
En la carretera hacia la ermita de La Alcobilla hay un sitio con ligera pendiente aparentemente da la sensación de que se está subiendo cuando en realidad se está bajando.
La cuesta mágica, como la conocen los vecinos del pueblo ha originado que se acerquen bastantes curiosos para comprobar sobre el terreno la aparente contradicción, por lo que hay que pasar con precaución, porque es posible encontrarse con vehículos parados que están haciendo "el experimento".
En un primer momento se atribuyó como causa de este fenómeno a la existencia de algún campo electromagnético, aunque parece más probable una ilusión óptica producida por el paisaje.